# Penyige megállóhely
Penyige megállóhely egy Szabolcs-Szatmár-Bereg vármegyei vasúti megállóhely, Penyige településen, a MÁV üzemeltetésében. Jegykiadás fajtája: nincs jegykiadás. 2009. december 13-tól a vasútvonalon megszűnt a személyforgalom, de 2010. december 12-től a vonalat újra megnyitották. A belterület déli szélén helyezkedik el, közúti elérését a 491-es főútból kiágazó 41 331-es számú mellékút biztosítja.

## Története
Penyigén 1898. augusztus 25-én a Szatmár-Fehérgyarmat vonal részeként indult meg a vasúti közlekedés. A második világháború itt is rengeteg kárt okozott. 1955-től vonatpótló gépkocsi-járatokat használtak.  Az 1960-as évek elején újra fejlődésnek indult a vasúti közlekedés. Az  1970-es árvíz idején Penyigét a vasúti töltés sokáig védte, de május 15-én sor került a lakók kitelepítésére. Az árvíz levonulása után pályamunkások százai dolgoztak a vasút helyreállításán.

## Vasútvonalak
Az állomást az alábbi vasútvonalak érintik:
- Nyíregyháza–Mátészalka–Zajta-vasútvonal

## Kapcsolódó állomások
A vasútállomáshoz az alábbi állomások vannak a legközelebb:
- Fehérgyarmat vasútállomás (Nyíregyháza–Mátészalka–Zajta-vasútvonal)
- Nagyszekeres megállóhely (Nyíregyháza–Mátészalka–Zajta-vasútvonal)

## Forgalom
| Járat                   | Útvonal | Gyakoriság               |
| ----------------------- | --- | ------------------------ |
| személyvonat            | Fehérgyarmat – Penyige – Nagyszekeres – Kisszekeres – Jánkmajtis – Gacsály – Rozsály – Zajta | Napi 5-6 pár             |
| Hétmérföldes sebesvonat | Zajta → Rozsály → Gacsály → Jánkmajtis → Kisszekeres → Nagyszekeres → Penyige → Fehérgyarmat → Tunyogmatolcs alsó → Tunyogmatolcs → Kocsord alsó → Kocsord → Mátészalka → Nyírbátor → Nyírbogát → Nyírgelse → Nyírmihálydi → Nyíradony → Hajdúsámson → Debrecen → Ferihegy → Kőbánya-Kispest → Zugló → Budapest-Nyugati | Vasárnap 1 Budapest felé |